# Przewoża
Przewoża, Przewoża Nowa (nazwa wariantowa) (biał. Праважа; ros. Провожа) – wieś na Białorusi, w obwodzie grodzieńskim, w rejonie werenowskim, w sielsowiecie Zabłoć, przy drodze republikańskiej P145.
Dawniej wieś i majątek ziemski. W dwudziestoleciu międzywojennym leżała w Polsce, w województwie nowogródzkim, w powiecie lidzkim, w gminie Zabłoć.